# San Mateo (Isabela)
San Mateo is een gemeente in de Filipijnse provincie Isabela in het noordoosten van het eiland Luzon. Bij de laatste census in 2007 had de gemeente bijna 58 duizend inwoners.

## Geografie

### Bestuurlijke indeling
San Mateo is onderverdeeld in de volgende 33 barangays:
| - Bacareña - Bagong Sikat - Barangay I - Barangay II - Barangay III - Barangay IV - Bella Luz - Dagupan - Daramuangan Norte - Daramuangan Sur - Estrella | - Gaddanan - Malasin - Mapuroc - Marasat Grande - Marasat Pequeño - Old Centro I - Old Centro II - Salinungan East - Salinungan West - San Andres - San Antonio | - San Ignacio - San Manuel - San Marcos - San Roque - Sinamar Norte - Sinamar Sur - Victoria - Villa Cruz - Villa Gamiao - Villa Magat - Villafuerte |

## Demografie
San Mateo had bij de census van 2007 een inwoneraantal van 57.885 mensen. Dit zijn 2.817 mensen (5,1%) meer dan bij de vorige census van 2000. De gemiddelde jaarlijkse groei komt daarmee uit op 0,69%, hetgeen lager is dan het landelijk jaarlijks gemiddelde over deze periode (2,04%). Vergeleken met de census van 1995 is het aantal mensen met 9.024 (18,5%) toegenomen.

De bevolkingsdichtheid van San Mateo was ten tijde van de laatste census, met 57.885 inwoners op 120,6 km², 480 mensen per km².